# Nadhodnota
Nadhodnota je jedním ze základních pojmů marxismu, který označuje v kapitalismu rozdíl mezi hodnotou, kterou dělník vytváří svou prací, a mzdou, kterou za ni dostává. „Nadhodnota“ je překlad německého „Mehrwert“, což znamená jednoduše přidaná hodnota (výnosy z prodeje snížené o náklady na použité materiály). Podle marxistické teorie si majitel výrobních prostředků (kapitalista) nadhodnotu neoprávněně přivlastňuje, a tím zaměstnance vykořisťuje. Bohatnutí kapitalistů akumulujících kapitál získávaný na úkor chudnoucích dělníků stupňuje napětí, které se projevuje třídním bojem mezi buržoazní třídou a proletariátem a má nakonec vést k socialistické revoluci. Pokud soukromé vlastnictví výrobních prostředků vede k vykořisťování člověka, způsobí jeho přeměna na vlastnictví veřejné (státní) přechod k beztřídní společnosti bez vykořisťování.
Teorie nadhodnoty navazuje na myšlenky socialistů 19. století, např. Proudhonovy teorie vlastnictví i představitele klasické ekonomie, zejména Davida Ricarda, podle kterého je hlavním zdrojem směnné hodnoty zboží práce. Teorie se zdála vhodně popisovat soudobý stav 19. století, kdy díky průmyslové revoluci docházelo k rychlému bohatnutí průmyslových magnátů, zatímco rostoucí počet dělníků žil často pod hranicí chudoby a chyběla pokročilejší politika sociálního zákonodárství.
Teorie nadhodnoty tedy považuje mzdu určovanou trhem práce a zisk zaměstnavatelů za původce nespravedlivé společnosti.